# Grupo Compás
Grupo Compás és una empresa catalana que es dedica a l'emmagatzematge i distribució de vàlvules industrials en aliatges de l'acer com les austenítics, les súper austenítics, les de níquel, molibdè i crom. L'empresa ha estat premiada com una de les societats de creixement més accelerat el 2008-2011.
L'empresa va ser establerta el 1972, inicialment com subministradora de peces mecàniques petites, com femelles i perns, a tallers de mecànica i empreses de manteniment d'instal·lacions hidràuliques, i gradualment va estendre el seu subministrament a les grans enginyeries i plantes petroquímiques a Espanya.
Els negocis del Grup Compàs s'estenen a nivell mundial, però sobretot es concentren a Espanya, Regne Unit, Estats Units, Austràlia, i Països Baixos.